# Windpark Bangui
Der Windpark Bangui ist ein Windpark auf dem Gebiet der Stadtgemeinde Bangui, Provinz Ilocos Norte, Philippinen, dessen Windkraftanlagen sich in einer Reihe am Strand entlang der Bucht von Bangui erstrecken. Die installierte Leistung beträgt 51 (bzw. 51,9 oder 52) MW.
Der Windpark wurde in drei Abschnitten errichtet. Mit dem Bau von Bangui I wurde im Mai 2004 begonnen; die Abschnitte I und II gingen im Juni 2005 in Betrieb. Bangui war der erste Windpark, der in Südostasien errichtet wurde. Bangui II wurde im Jahr 2008 errichtet. Der dritte Abschnitt begann im Oktober 2014 mit dem kommerziellen Betrieb.

## Abschnitte
Der Windpark wurde in drei Abschnitten mit verschiedenen Turbinen errichtet. Die folgende Tabelle gibt einen Überblick:
| Abschnitt | Anz. | Max. Leistung (MW) | Betriebsbeginn | Typ                 | Status     |
| --------- | ---- | ------------------ | -------------- | ------------------- | ---------- |
| 1         | 15   | 24,75              | 2005           | Vestas V82          | in Betrieb |
| 2         | 5    | 8,25               | 2008           | Vestas V82          | in Betrieb |
| 3         | 6    | 18 bzw. 18,9       | 2014           | Siemens SWT-3.0-108 | in Betrieb |

Die jährliche Erzeugung von Abschnitt 1 wurde vor der Errichtung auf 74,48 Mio. kWh geschätzt.

## Eigentümer
Der Windpark wurde durch die North Wind Power Development Corporation (NWPDC) errichtet. Er ist im Besitz von NWPDC und wird auch von NWPDC betrieben. Im Jahr 2011 erwarb die Vorgängerfirma von AC Energy (ACEN) einen Anteil von 50 % an NWPDC. ACEN erwarb im November 2016 einen weiteren Anteil von 17,79 % über ein Tochterunternehmen. Die restlichen Anteile an NWPDC übernahm ACEN im Oktober 2021 für 1,093 Mrd. PHP.

## Sonstiges
Die Kosten für den Abschnitt 1 werden mit 35,45 (bzw. 48) Mio. USD angegeben.